# Ambrogio (pupazzo)
Ambrogio è  il pupazzo che, a partire dalla stagione 1989/1990 di Bim Bum Bam, ha affiancato Uan, la mascotte storica della trasmissione nonché simbolo di Italia 1. Era doppiato da Daniele Demma.
A differenza degli altri tre pupazzi, Uan, Four e Five, Ambrogio non e  la mascotte di una emittente televisiva e si dice che prendesse il nome da Sant'Ambrogio, il Santo Patrono di Milano (la città dov'era collocato lo studio di Bim Bum Bam). Piuttosto comparve nell'ambito di Bim Bum Bam alternandosi a Uan dalla stagione 1989/90, affiancato da Carlo Sacchetti e Debora Magnaghi che svolgevano la stessa funzione tutoriale-genitoriale di Paolo Bonolis e Carlotta Pisoni Brambilla nei confronti del pupazzo più storico. In rarissime occasioni si poteva vederlo a fianco di Uan nel corso delle scenette, mentre erano sempre insieme durante i video delle sigle della trasmissione oppure quando tutto il cast era ospite in trasmissioni diverse dalla propria come L'allegria fa 90 e Sabato al circo. Nelle ultime edizioni di Bim Bum Bam, il pupazzo è divenuto un personaggio di contorno al fianco di Uan, accompagnandolo nei vari intermezzi e scenette che caratterizzavano la trasmissione.
Ambrogio si distingueva per una folta pelliccia color nocciola che lo ricopriva quasi completamente, orecchie rotonde, naso marrone ed un muso giallastro piuttosto allungato. I suoi connotati non rendevano immediatamente riconoscibile l'animale che rappresentava: molti lo ritenevano un leoncino (data la pelliccia che contornava la testa a mo' di criniera), altri una scimmia (per via del suo essere eccessivamente peloso tranne sul viso e sul palmo della mano). Da alcune puntate della stessa trasmissione, però, era più facile supporre che, al pari di Uan, anche Ambrogio fosse un cane (per i suoi attributi, era da considerarsi un cane Chow Chow). . Per riportare alcuni esempi, va citato l'episodio in cui insieme a Uan ha tirato la slitta a Paolo Bonolis e Carlotta Pisoni Brambilla, in assenza di adeguati cani da slitta oppure quando sia lui che Uan si erano travestiti da falsi dottori (Uan da dottoressa Uanesca e Ambrogio da dottor Ambrogiari) per torturare i rispettivi tutori co-conduttori e poi, quando i due pupazzi sono stati perdonati, i "padroni" hanno invitato ad una festa tutti i cagnolini randagi della zona, per far capire loro che ci sono cani che vivono in condizioni peggiori e non hanno neanche una minima parte di quello che invece loro ricevono e spesso immeritatamente.
Come Uan e Four, anche Ambrogio era dotato di una "personalità" propria: se Uan appariva spesso come il monello di turno, e Four come il pupazzo adolescente e un po' sfacciato, quest'ultimo era piuttosto il tipo eccentrico della compagnia, parlando per esempio di storie riguardo Biribix, un universo parallelo con cui era in contatto. Veniva spesso vestito con camicie molto sgargianti, il suo personaggio preferito era E.T. e, allo stesso modo in cui Uan amava i cremini, Ambrogio amava la pasta con il ragù.
Il personaggio non appare più con la chiusura della trasmissione. L'ultima edizione di Bim Bum Bam in cui comparve insieme a Uan fu quella del 1999/2000, per poi non apparire più sugli schermi.
Durante le ultime tre sigle di Bim Bum Bam e affiancato dal Coro de I Piccoli Cantori di Milano.